# Colapso bursátil de 2025
El colapso bursátil de 2025 es una crisis financiera en desarrollo que afecta al mercado de valores de los Estados Unidos y que tuvo su inicio el 2 de abril de 2025. El desencadenante principal fue la imposición de aranceles y la intensificación de guerras comerciales promovidas por el presidente Donald Trump. Este desplome constituye la mayor caída registrada en los mercados bursátiles estadounidenses desde el colapso de 2020, provocado entonces por la pandemia de COVID-19.
Al comenzar su segundo mandato presidencial, Donald Trump asumió el cargo en un contexto económico marcado por la solidez de los mercados bursátiles. Aunque dicha estabilidad se mantuvo durante algunas semanas tras su investidura, su administración comenzó a implementar y anunciar políticas comerciales de carácter marcadamente proteccionista. Estas incluyeron la intensificación de conflictos arancelarios ya existentes, la apertura de nuevas disputas comerciales, la aplicación de aranceles generalizados y una estrategia económica de corte imperialista. A medida que estas medidas se afianzaban, los mercados financieros empezaron a experimentar una creciente volatilidad, inestabilidad y un ambiente generalizado de incertidumbre.
El 2 de abril de 2025, el presidente Trump proclamó el denominado «Día de la Liberación» (Liberation Day), anunciando un paquete arancelario de gran alcance que afectaba a casi todos los sectores de la economía estadounidense. Ante las acusaciones de que buscaba deliberadamente provocar un colapso bursátil, el agravamiento de las tensiones con antiguos aliados comerciales y el temor a una guerra comercial global seguida de una recesión, el mercado de valores de los Estados Unidos sufrió un colapso tras dicha jornada. El índice Dow Jones perdió 4.000 puntos en un lapso de 48 horas, marcando por primera vez en su historia dos caídas consecutivas superiores a los 1.500 puntos cada una. Por su parte, el índice de volatilidad VIX se duplicó, alcanzando más de la mitad de los niveles observados durante la pandemia. La creciente percepción de riesgo de recesión y la posibilidad de represalias económicas por parte de socios internacionales agravaron aún más las consecuencias de esta crisis financiera.

## Contexto

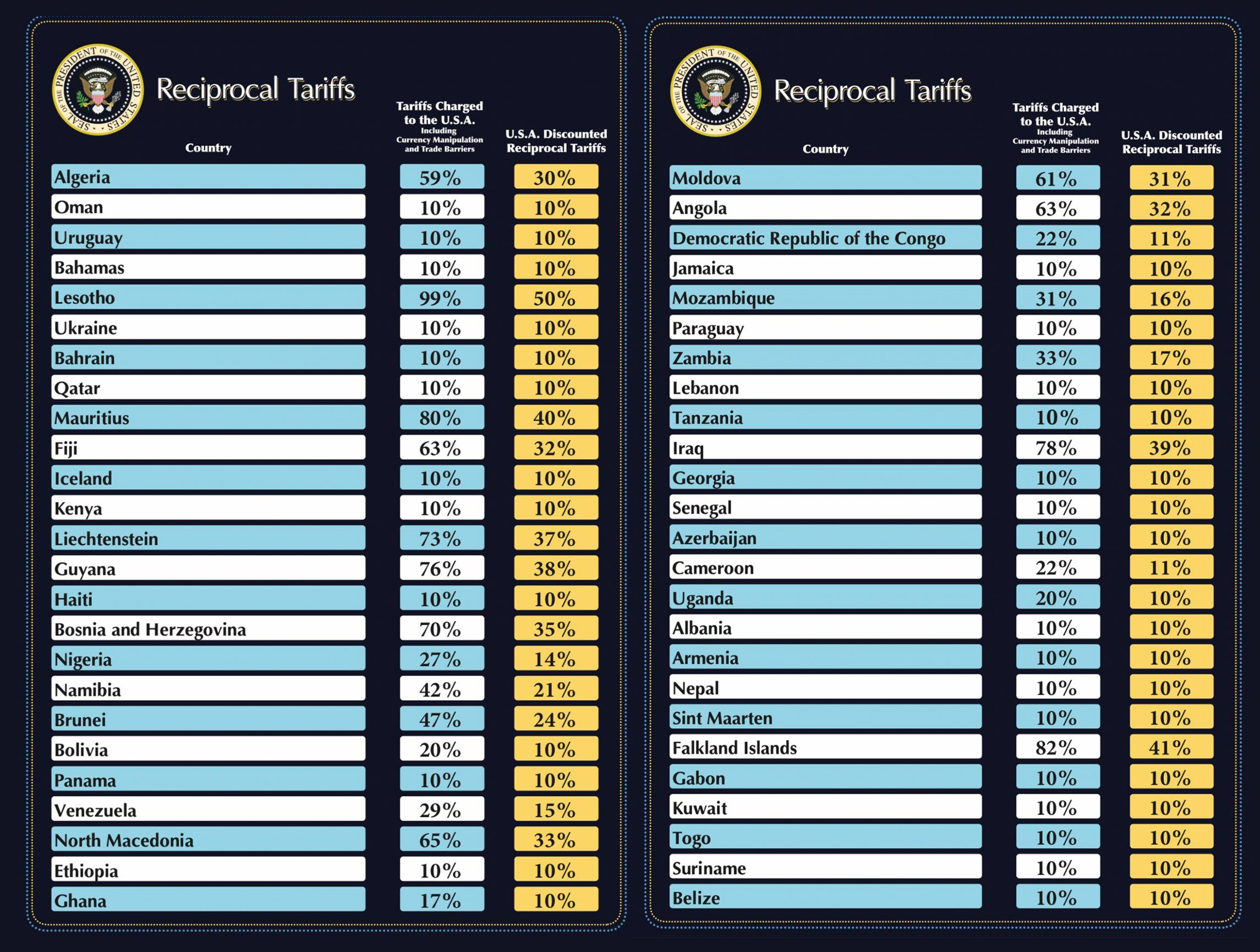
Algunas de las tarifas arancelarias impuestas el 2 de abril de 2025. Cabe señalar que los cálculos presentados bajo la categoría «Aranceles cobrados a los Estados Unidos» se basan en los déficits comerciales existentes y no en los aranceles reales aplicados.

Desde el inicio de su segundo mandato presidencial, Donald Trump adoptó una política orientada hacia la autonomía económica y el proteccionismo comercial, con el propósito declarado de fomentar el crecimiento de la industria nacional y reducir el déficit comercial de los Estados Unidos.
Con el respaldo del secretario del Departamento del Tesoro, Scott Bessent, la administración Trump comenzó a utilizar los aranceles como herramienta para incentivar la compra e inversión en productos y sectores industriales estadounidenses. Esta estrategia se manifestó inicialmente mediante el agravamiento de las tensiones ya existentes con China, al incrementar significativamente las tarifas aplicadas en el marco de la guerra comercial entre ambas naciones. Posteriormente, dio inicio a un nuevo conflicto comercial con México y Canadá, al imponer aranceles adicionales sobre productos importados desde esos países. Estas medidas, orientadas a proteger el mercado interno, comenzaron a generar señales de inestabilidad en los mercados bursátiles y despertaron temores sobre una posible recesión económica.
El 21 de marzo, el presidente Trump anunció la creación del llamado «Día de la Liberación» (Liberation Day), jornada en la que se comprometería a imponer aranceles de gran envergadura a países con los que Estados Unidos mantiene un déficit comercial. Aunque no se ofrecieron detalles específicos más allá de la promesa de medidas arancelarias más severas, el anuncio provocó un aumento considerable en la volatilidad del mercado financiero ante el temor de una escalada en las tensiones comerciales. Trump declaró que la fecha elegida para este evento sería el 2 de abril, con el argumento de evitar el 1 de abril, conocido como el April Fool's Day, «porque entonces nadie creería lo que iba a decir». Según sus declaraciones, en esa jornada se anunciarían aranceles con alcance global.
Pese a que el marco legal limita al presidente de los Estados Unidos a imponer unilateralmente tarifas de hasta un 25 % sin autorización del Congreso, Donald Trump logró aplicar estas medidas al declarar que el déficit comercial sostenido del país constituía una emergencia nacional.
Tras su entrada en vigor, las nuevas tarifas arancelarias fueron calificadas como extraordinariamente abarcadoras, al establecer medidas que incluían —aunque no se limitaban a—: un arancel «base» del 10 % sobre todas las importaciones, con excepción de ciertos recursos estratégicos; un gravamen del 52 % sobre los productos procedentes de China; un 20 % para las importaciones provenientes de la Unión Europea; un 46 % para Vietnam; un 36 % para Tailandia; un 24 % para Japón; un 49 % para Camboya, y un 32 % para Taiwán.
Aunque el proteccionismo económico ganó popularidad entre diversos sectores de la población estadounidense durante la última década, las tarifas arancelarias de gran escala encontraron una fuerte oposición desde su implementación. Este rechazo provino de numerosos estadounidenses, incluidos defensores del proteccionismo, funcionarios del Partido Republicano, economistas y líderes internacionales, quienes calificaron la medida como un abuso del poder, una expansión excesiva de la política económica o como «peor que el peor de los escenarios» para los mercados financieros de los Estados Unidos.

## Recesión inicial

### América del Norte
Al abrir los mercados el 3 de abril, el índice Nasdaq perdió 1,600 puntos, marcando la peor venta masiva desde el inicio de la pandemia de COVID-19. El S&P 500 perdió un 6.65 % de su valor en esa misma jornada, acercándose peligrosamente al umbral para activar una suspensión de operaciones (la cual se activa a partir de una caída del 7 %). Al día siguiente, el 4 de abril, China impuso un arancel retaliatorio del 34 %. Esto provocó una caída de más de 2,200 puntos en el índice Dow Jones, mientras que el S&P 500 perdió nuevamente un 6 %, y el Nasdaq, con una pérdida del 5.8 %, ingresó al territorio del mercado bajista. En el transcurso de esos dos días, el índice Dow Jones sufrió una pérdida superior a los 4,000 puntos (9.48 %), el S&P 500 perdió un 10 % y el Nasdaq descendió un 11 %. La volatilidad del mercado comenzó a dispararse, superando el doble de su porcentaje previo al 2 de abril, acercándose rápidamente a los niveles alcanzados durante la pandemia de COVID-19.
Los días 3 y 4 de abril marcaron un hito en la historia económica de Estados Unidos, al ser la primera vez que el índice Dow Jones perdió más de 1,500 puntos en dos días consecutivos. Este período de 48 horas también se registró como el peor de la historia para el S&P 500. En total, el mercado bursátil estadounidense sufrió una pérdida cercana a los 5 billones de dólares. Además, los precios del petróleo experimentaron una caída del 7% hasta el 4 de abril, la más baja desde 2021.
Al inicio de la jornada bursátil del 7 de abril, los mercados financieros experimentaron una nueva y marcada caída. Las pérdidas acumuladas en un periodo de tres días alcanzaron niveles sin precedentes desde el denominado Lunes Negro. A las 10:00 a.m. (hora del Este de los Estados Unidos), el periodista Walter Bloomberg, de la cadena CNBC, informó que Kevin Hassett, director del Consejo Económico Nacional, había declarado que la administración del presidente Donald J. Trump se encontraba evaluando una suspensión de 90 días en la imposición de aranceles, con la excepción de aquellos aplicables a la República Popular China. Esta información provocó una breve recuperación en los indicadores bursátiles.
Sin embargo, aproximadamente a las 10:40 a.m., la cuenta de Twitter llamada «Rapid Response 47» desmintió dicha información, calificándola como «noticia falsa». En consecuencia, los mercados revirtieron la tendencia positiva y retomaron su trayectoria descendente en el transcurso de la siguiente hora. Al cierre de esa jornada, los principales índices estadounidenses registraron pérdidas moderadas en comparación con el día anterior, 6 de abril. El índice Dow Jones de Industriales retrocedió más de 300 puntos. No obstante, el índice Nasdaq logró un leve repunte, impulsado por haber protagonizado el mayor repunte intradía desde la crisis financiera de 2008.
Al día siguiente, 8 de abril, los mercados estadounidenses mostraron una recuperación significativa. El índice Dow Jones ganó 400 puntos, mientras que el S&P 500 y el Nasdaq avanzaron menos del 1%. Este comportamiento se atribuyó a declaraciones del presidente Trump relativas a las negociaciones comerciales entre Japón y Estados Unidos.
No obstante, pocas horas más tarde, los mercados comenzaron a caer nuevamente tras el anuncio presidencial sobre un inminente incremento del 84% en los aranceles aplicados a productos importados desde China, lo que elevaría el total de los gravámenes al 104%. Esta medida se esperaba que entrara en vigor a la medianoche.
Como resultado directo de dicho anuncio, el índice Dow Jones perdió todas las ganancias obtenidas en la mañana, cerrando con una caída cercana a los 300 puntos. Del mismo modo, el S&P 500 y el Nasdaq revirtieron sus avances, finalizando la jornada con descensos del 1% y del 2%, respectivamente.

### Internacional
El precio del petróleo crudo comenzó a registrar una disminución significativa. Para el 8 de abril, el crudo cerró en torno a los 60 dólares por barril, marcando así su nivel más bajo desde el año 2021. En particular, el índice de referencia West Texas Intermediate (WTI) evidenció una pronunciada caída, descendiendo por debajo del umbral de los 60 dólares por barril y alcanzando un mínimo de 58,95 dólares antes de experimentar una leve recuperación. Aun así, se mantuvo en su punto más débil desde 2021. Por su parte, el crudo Brent descendió un 3,7 %, ubicándose en 63,15 dólares por barril, cifra que también representa su nivel más bajo en los últimos cuatro años.
Estas caídas se atribuyen al temor generalizado ante una posible recesión económica, lo que implicaría una disminución en la demanda global de hidrocarburos. De manera paralela, se observó una reducción en los precios de metales industriales —como el cobre—, así como en el mercado del café.  Este último sector, en particular, se vio afectado tanto por la incertidumbre económica como por políticas arancelarias vigentes. Cabe destacar que la industria cafetalera internacional se encuentra casi exclusivamente concentrada en regiones sujetas a tarifas impuestas por los Estados Unidos de América, nación que figura entre los mayores importadores mundiales de granos de café procesados.
En el ámbito bursátil canadiense, el índice TSX Venture Exchange (TSX) registró una caída del 3,8 % en el transcurso de 24 horas, seguida de una pérdida adicional del 4,6 % el día posterior, correspondiente al 4 de abril. Tres jornadas después, el 7 de abril, el índice alcanzó su punto más bajo en un periodo de siete meses, no registrado desde el 6 de septiembre del año anterior. De igual forma, las acciones vinculadas al sector energético y financiero reflejaron retrocesos sustanciales en sus respectivas cotizaciones.

#### Asia
En la República de Corea, el índice compuesto KOSPI registró una caída superior al 5 %, reflejando una marcada aversión al riesgo por parte de los inversores ante la creciente inestabilidad económica global.
Por su parte, en el Japón, el índice Nikkei 225 sufrió una pérdida del 7 %, la más pronunciada desde marzo del año 2020. Esta abrupta caída activó un cortacircuitos —mecanismo regulatorio que suspende temporalmente las transacciones bursátiles para evitar desplomes más severos—, ampliando así una tendencia bajista que había acumulado un retroceso del 9 % durante la semana previa. El 6 de abril, el Nikkei 225 experimentó su tercera mayor pérdida diaria en puntos de toda su historia, cerrando la sesión en su nivel más bajo desde octubre de 2023. No obstante, al día siguiente, los mercados nipones mostraron signos de recuperación, y el índice registró un repunte superior a los 1.800 puntos. Las operaciones con contratos de futuros fueron suspendidas temporalmente como consecuencia directa del cortacircuitos implementado.
En cuanto a los mercados australianos, el índice S&P/ASX 200 demostró cierta resiliencia durante los primeros días del periodo en cuestión, manteniéndose relativamente estable con pérdidas mínimas. Sin embargo, el 7 de abril, el índice experimentó una brusca caída del 6 % en tan solo 30 minutos, lo que evidenció la creciente volatilidad del mercado financiero en la región de Asia-Pacífico.

#### Europa
El índice paneuropeo STOXX 600 registró una contracción del 2,6 % el 3 de abril, seguida de una nueva caída del 3,1 % al día siguiente. La pérdida acumulada de la semana, equivalente al 8,4 %, representó el peor desempeño semanal del indicador en un lapso de cinco años. Durante la semana bursátil siguiente, iniciada el 7 de abril, el índice volvió a experimentar una fuerte corrección, cayendo inicialmente un 6 %, aunque cerró con una pérdida ligeramente menor, cifrada en un 4,54 %.
Ese mismo 7 de abril, la entidad financiera Barclays revisó a la baja su proyección para el cierre anual del índice, reduciendo su estimación de 580 a 490 puntos. La institución advirtió, no obstante, que su pronóstico debía considerarse con cautela, ya que «no existe un precedente ni un marco fundamental confiable sobre el cual basarse en el contexto de esta crisis».
En el Reino Unido, el índice FTSE 100 experimentó una caída cercana al 5 % el 4 de abril, alcanzando su nivel más bajo en tres meses y registrando su mayor desplome diario desde marzo de 2020. En dicha jornada, la totalidad de los valores del índice cerraron en rojo, con la única excepción de JD Sports. Por su parte, el índice FTSE 250 descendió un 4,4 %, tocando así un mínimo de dieciséis meses.
Al iniciar la jornada del 7 de abril, el FTSE 100 cayó más del 6 %, aunque logró recuperar parte de las pérdidas hacia el cierre del día, finalizando con una contracción neta del 4,25 %.
En el ámbito ibérico, el índice IBEX 35 de España se desplomó un 5,83 % el 4 de abril, constituyendo su retroceso más pronunciado en lo que iba del año. Tres días después, el 7 de abril, volvió a registrar una fuerte caída del 7 % durante la sesión, si bien cerró con una pérdida ligeramente inferior del 5,12 %. En esta jornada, todas las acciones que componen el índice experimentaron una baja en sus cotizaciones.

#### África
La Bolsa de Johannesburgo (FTSE/JSE), principal plaza bursátil del continente africano, registró su mayor retroceso del año al sufrir una pérdida superior al 9 % de su valor total. Este desplome se produjo como consecuencia directa de la imposición de aranceles del 30 % por parte delpresidente estadounidense Trump sobre las exportaciones procedentes de Sudáfrica, medida que generó una abrupta reacción negativa en los mercados financieros de la región.

### Cambios de índices
| Índice        | País                      | 3 de abril | 3 de abril         | 4 de abril                      | 4 de abril                      | 7 de abril | 7 de abril        | 8 de abril     | 8 de abril     |
| Índice        | País                      | Cierre     | Variación          | Cierre                          | Variación                       | Cierre     | Variación         | Cierre         | Variación      |
| ------------- | ------------------------- | ---------- | ------------------ | ------------------------------- | ------------------------------- | ---------- | ----------------- | -------------- | -------------- |
| Dow Jones     | Bandera de Estados Unidos | 40,545.93  | −1,679.39 (−3.98%) | 38,314.86                       | −2,231.07 (−5.50%)              | 37,965.60  | −349.26 (−0.91%)  | Por anunciarse | Por anunciarse |
| Nasdaq        | Bandera de Estados Unidos | 16,550.60  | −1,050.44 (−5.97%) | 15,587.79                       | −962.82 (−5.82%)                | 15,603.26  | 15.48 (0.099%)    | Por anunciarse | Por anunciarse |
| S&P 500       | Bandera de Estados Unidos | 5,396.52   | −274.45 (−4.84%)   | 5,074.08                        | −322.44 (−5.97%)                | 5,062.25   | −11.83 (−0.23%)   | Por anunciarse | Por anunciarse |
| Russell 2000  | Bandera de Estados Unidos | 1,910.55   | −134.82 (−6.59%)   | 1,830.26                        | −80.29 (−4.20%)                 | 1,810.14   | −16.89 (−0.92%)   | Por anunciarse | Por anunciarse |
| EURO STOXX 50 | Ver lista                 | 5,113.28   | −190.67 (−3.59%)   | 4,878.31                        | −234.97 (−4.60%)                | 4,656.41   | −221.90 (−4.55%)  | Por anunciarse | Por anunciarse |
| SSE Composite | China                     | 3,342.01   | −8.12 (−0.24%)     | Cerrado por festividad bursátil | Cerrado por festividad bursátil | 3,096.58   | −245.43 (−7.34%)  | Por anunciarse | Por anunciarse |
| Índice DAX    | Bandera de Alemania       | 21,717.39  | −673.45 (−3.01%)   | 20,641.72                       | −1,075.67 (−4.95%)              | 19,789.62  | −852.10 (−4.13%)  | Por anunciarse | Por anunciarse |
| Nikkei 255    | Bandera de Japón          | 34,735.93  | −989.94 (−2.77%)   | 33,780.58                       | −955.35 (−2.75%)                | 31,136.58  | −2644.00 (−7.83%) | Por anunciarse | Por anunciarse |
| KOSPI         | Bandera de Corea del Sur  | 2,486.70   | −19.16 (−0.76%)    | 2,465.42                        | −21.28 (−0.86%)                 | 2,328.20   | −137.22 (−5.57%)  | Por anunciarse | Por anunciarse |
| S&P/ASX 200   | Bandera de Australia      | 7,859.70   | −75.00 (−0.94%)    | 7,667.80                        | −192.20 (−2.44%)                | 7,343.30   | −324.50 (−4.23%)  | Por anunciarse | Por anunciarse |
| S&P/TSX       | Bandera de Canadá         | 24,335.77  | −971.41 (−3.84%)   | 23,193.47                       | −1,142.30 (−4.70%)              | 22,859.46  | −334.01 (−1.44%)  | Por anunciarse | Por anunciarse |

## Reacciones

### Estados Unidos

#### Funcionariso del Partido Republicano
Tras el denominado «Día de la Liberación», jornada en la que el mercado bursátil estadounidense experimentó una pérdida significativa de valor, el entonces presidente Donald Trump declaró el 3 de abril, en relación con sus políticas arancelarias, que los acontecimientos se desarrollaban «muy bien», augurando que «los mercados van a prosperar, las acciones van a dispararse, el país va a florecer». Al día siguiente, el mandatario se dirigió a los inversionistas mediante redes sociales, proclamando con entusiasmo: «mis políticas no cambiarán jamás. ¡¡Este es un gran momento para hacerse rico, más rico que nunca!!». El 6 de abril, el secretario del Tesoro, Scott Bessent, sostuvo que «no veo razón alguna para incorporar en los precios la posibilidad de una recesión», minimizando los temores en torno al deterioro económico.
No obstante, voces dentro del propio entorno político y económico del expresidente manifestaron preocupaciones crecientes. Stephen Moore, exasesor económico de Trump, cuestionó la estrategia comercial del gobierno al señalar que «la cuestión es cuál es el umbral de dolor para el pueblo estadounidense y los votantes republicanos», y admitió: «todos hemos perdido mucho dinero».
El empresario Bill Ackman, quien respaldó a Trump en su campaña presidencial de 2024, advirtió que «la inversión empresarial se paralizará y los consumidores cerrarán sus billeteras». Por su parte, Don Bacon, representante del segundo distrito congresional de Nebraska, subrayó que las experiencias pasadas habían demostrado que «los aranceles y el proteccionismo no funcionan».
El senador texano Ted Cruz fue más enfático, al advertir sobre un posible «baño de sangre» electoral en las elecciones legislativas de 2026 en caso de una recesión, afirmando que tal escenario «destruiría empleos en territorio nacional y causaría un daño real a la economía de los Estados Unidos».
A pesar de la insistencia de Trump, el Presidente del Sistema de la Reserva Federal, Jerome Powell, se negó a aplicar recortes de emergencia para reducir las tasas de interés. El 4 de abril, el propio Trump difundió un video en redes sociales en el que afirmaba que estaba provocando deliberadamente la caída del mercado bursátil con el objetivo de forzar a la Reserva Federal a reducir las tasas.
Autoridades del Partido Demócrata
El presidente del Comité Nacional Demócrata (DNC), Ken Martin, responsabilizó directamente al expresidente Donald Trump por el colapso del mercado bursátil, acusándolo de estar «llevando activamente la economía al descarrilamiento». De forma similar, el representante Hakeem Jeffries, líder de la bancada demócrata en la Cámara de Representantes, también atribuyó el desplome financiero a las decisiones del mandatario.
Controversia por el viaje de golf
Durante la caída del mercado, Trump fue duramente criticado por no cancelar un viaje previamente programado para jugar golf y participar en un evento de recaudación de fondos en su residencia de Mar-a-Lago, en el estado de Florida. El 7 de abril, en respuesta a las críticas, el expresidente publicó un mensaje en redes sociales en el que exhortaba a la población: «¡No sean parte del PANICAN (un nuevo partido formado por personas débiles y estúpidas!)».
El senador Adam Schiff, en declaraciones ofrecidas durante el programa Meet the Press de la cadena NBC, lamentó la actitud del presidente señalando: «la gente ha visto cómo sus ahorros para la jubilación se han incendiado. Y mientras tanto, él está allá afuera, en el campo de golf».

### Internacional

#### Alemania
En respuesta a los aranceles, la mayoría de los países han optado por denunciarlos, como es el caso de Alemania, cuyo canciller Olaf Scholz declaró: «Esto es un ataque al orden comercial [...] que es esencialmente el resultado de los esfuerzos estadounidenses».
Australia
El primer ministro de Australia, Anthony Albanese, se pronunció ante la imposición de aranceles sobre las Islas Heard y McDonald —territorio externo no habitado bajo soberanía australiana—, afirmando que «esto demuestra y ejemplifica el hecho de que ningún lugar en la Tierra está a salvo de esta situación». El 7 de abril, como reacción inmediata, la bolsa de valores australiana comenzó a registrar caídas significativas.
China
Coincidiendo con el denominado «Día de Liberación», el gobierno de la República Popular China anunció la imposición de aranceles retaliatorios del 34% sobre productos provenientes de los Estados Unidos, en respuesta a las medidas arancelarias que habían sido impuestas contra sus exportaciones. Estas nuevas tarifas entrarían en vigor el 10 de abril. El expresidente Donald Trump, mediante un mensaje en la red social Truth Social, respondió afirmando: «China actuó mal, entraron en pánico – ¡lo único que no se pueden permitir hacer!», insinuando que no tenía intención de levantar las restricciones, lo cual provocó una nueva oleada de pérdidas en los mercados bursátiles.
El mercado de valores chino sufrió una depreciación considerable, en línea con la tendencia descendente de los principales mercados financieros del mundo. Como contramedida, China suspendió las importaciones de ciertos productos estadounidenses y estableció controles a la exportación de minerales estratégicos y diversas tecnologías. El portavoz del Ministerio de Asuntos Exteriores, Lin Jian, calificó las acciones estadounidenses como «una forma de acoso proteccionista», al tiempo que instó a las empresas norteamericanas a adoptar medidas para salvaguardar la estabilidad de las cadenas globales de suministro. El 8 de abril, en un intento por contener la volatilidad del mercado, diversas empresas estatales chinas anunciaron una ampliación en sus inversiones bursátiles.

#### Asia Oriental
China, Japón y Corea del Sur anunciaron que responderán de manera conjunta a estos aranceles, comprometiéndose a fortalecer el comercio regional y a restablecer sus relaciones diplomáticas.
Empresas
Las compañías Klarna, Chime y StubHub suspendieron sus planes de salida a bolsa (IPO, por sus siglas en inglés) como consecuencia directa de la elevada volatilidad que afecta a los mercados bursátiles internacionales. Esta decisión refleja una estrategia de contención frente a la incertidumbre económica global y las condiciones desfavorables para captar inversión pública en el corto plazo.